# Червоні дипкур'єри
«Червоні дипкур'єри» (рос. «Красные дипкурьеры») — український радянський художній фільм 1977 року режисера Віллена Новака.
В основі фільму — реальна історія загибелі дипкур'єра Теодора Нетте.

## Сюжет
Фільм оповідає про бійців дипломатичного фронту, що проводили у 1920-ті роки боротьбу за становлення і зміцнення міжнародного авторитету молодої Радянської республіки. Поранений червоний командир отримує призначення служити дипкур'єром — йому, герою-орденоносцю, запропонували стати листоношею. Він відмовляється, але, побачивши в коридорі наркомату закордонних справ некролог, присвячений загиблому дипкур'єру, погоджується. Тим часом вороги Радянського Союзу не дрімають. Вони наймають трьох колишніх білогвардійців, щоб на території Латвії вкрасти чергову диппошту і вбити супроводжуючих. Іншими прототипами персонажів фільму, крім Теодора Нетте, стали Андрій Богун і Володимир Урас.

## У ролях
- Ігор Старигін —  Яніс Аурінь  (озвучування: Івар Калниньш)
- Михайло Матвєєв —  Василь Перегуда
- Леонід Неведомський —  Курасов
- Ернст Романов —  полковник Тугарін
- Карліс Себріс —  начальницький пан
- Володимир Віхров —  прапорщик
- Наталія Вавилова —  Олена
- Харій Лієпіньш —  Цесарський
- Едгар Лієпіньш —  п'яниця в ресторані
- Євген Іваничев —  поет
- Івар Калниньш —  нальотчик  (озвучування:  Ігор Старигін)
- Борис Рижухін —  Георгій Чичерін
- Юріс Стренга —  представник латвійської поліції
- Юрій Мажуга —  осавул Максименко
- Борис Сабуров —  діловод

## Знімальна група
- Автори сценарію:  Едуард Володарський,  Анатолій Преловський
- Режисер:  Віллен Новак
- Композитор:  Олександр Зацепін
- Оператор:  Вадим Авлошенко
- Художник:  Георгій Юдін